# Drosophila breuerae
Drosophila breuerae är en tvåvingeart som beskrevs av Rocha 1971. Drosophila breuerae ingår i släktet Drosophila och familjen daggflugor.
Artens utbredningsområde är Colombia.